# José María Casanova

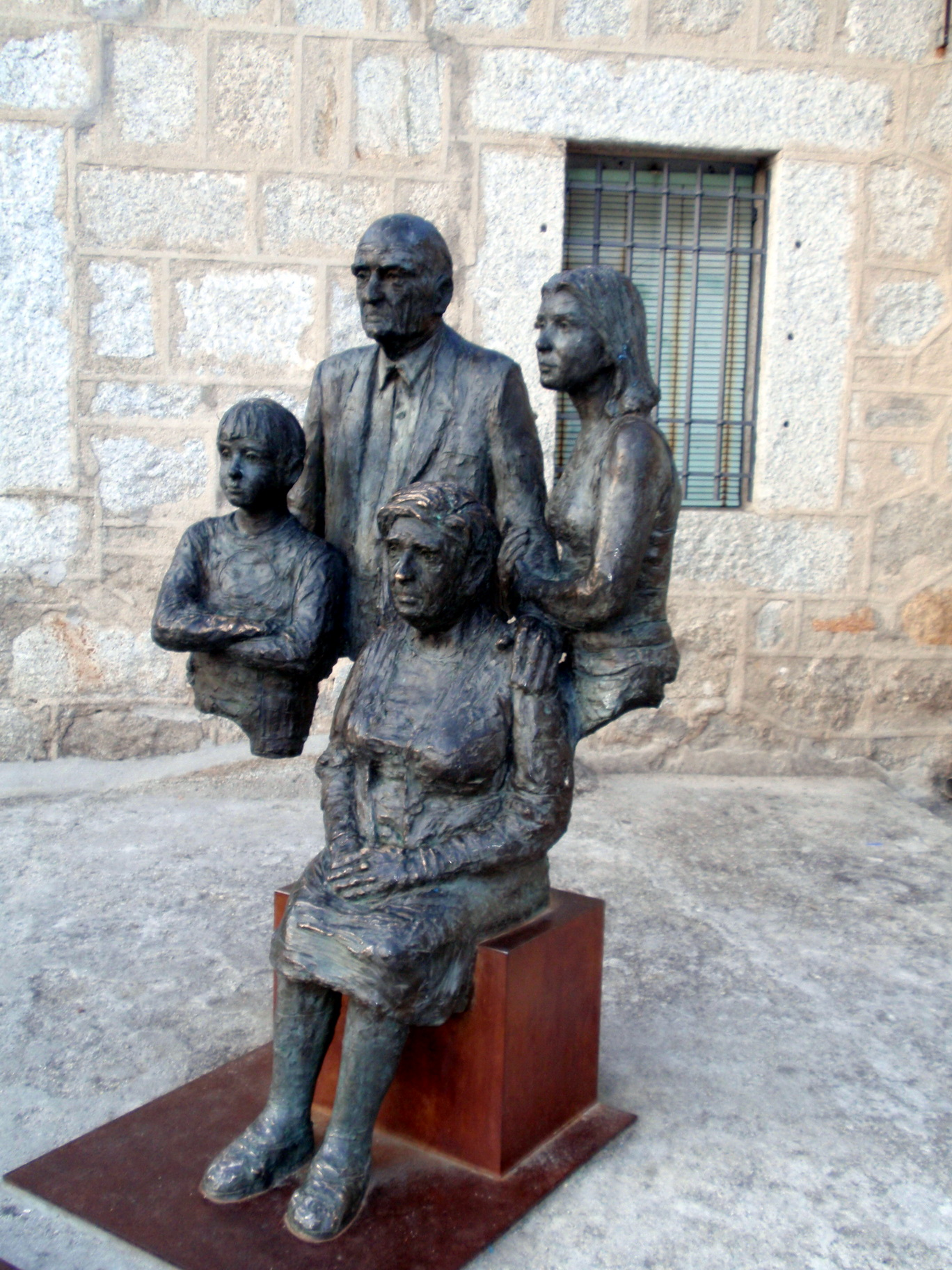
Retrato de los Abuelos. Torrelodones.

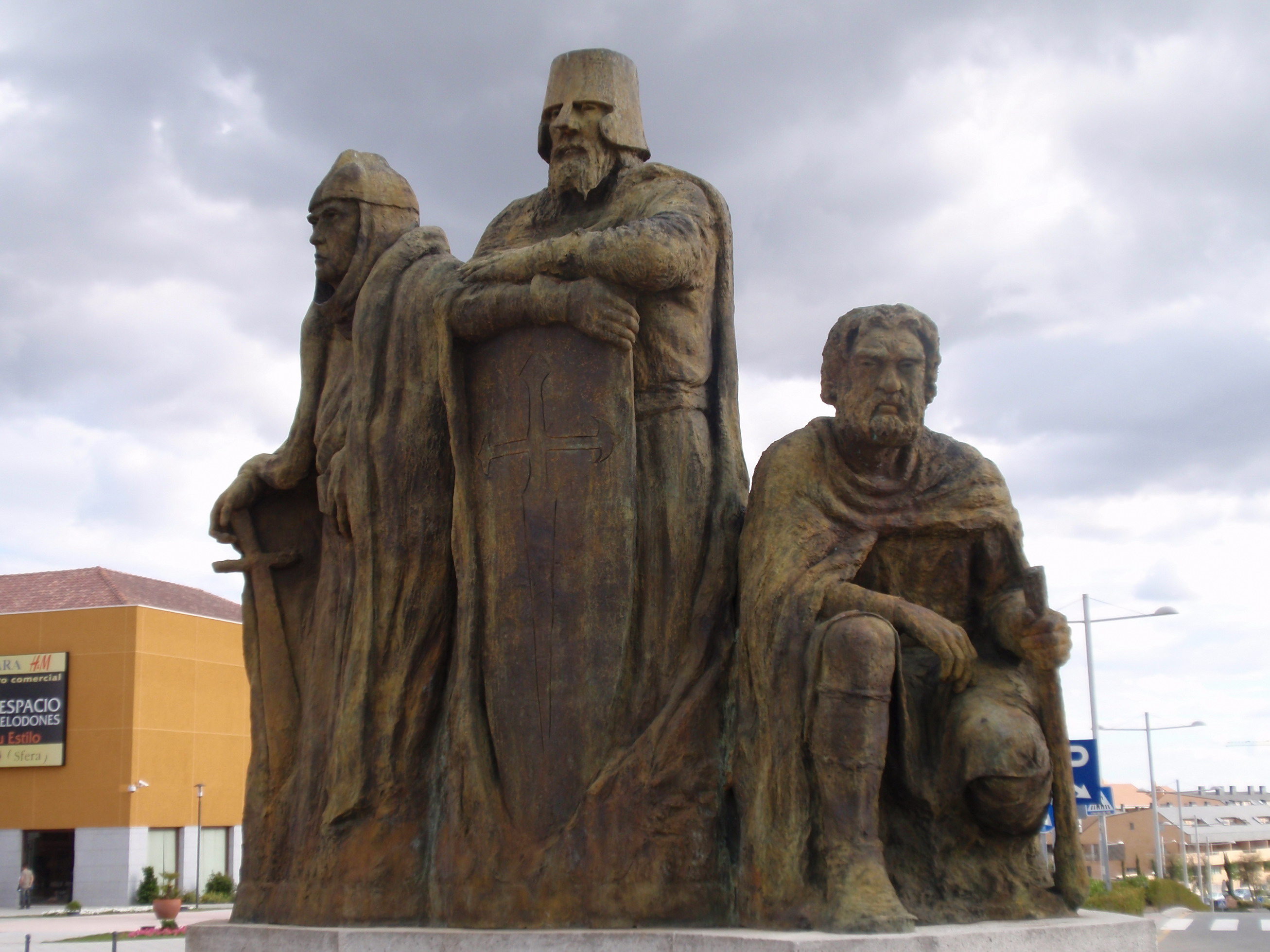
Monumento 8º Centenario. Torrelodones.

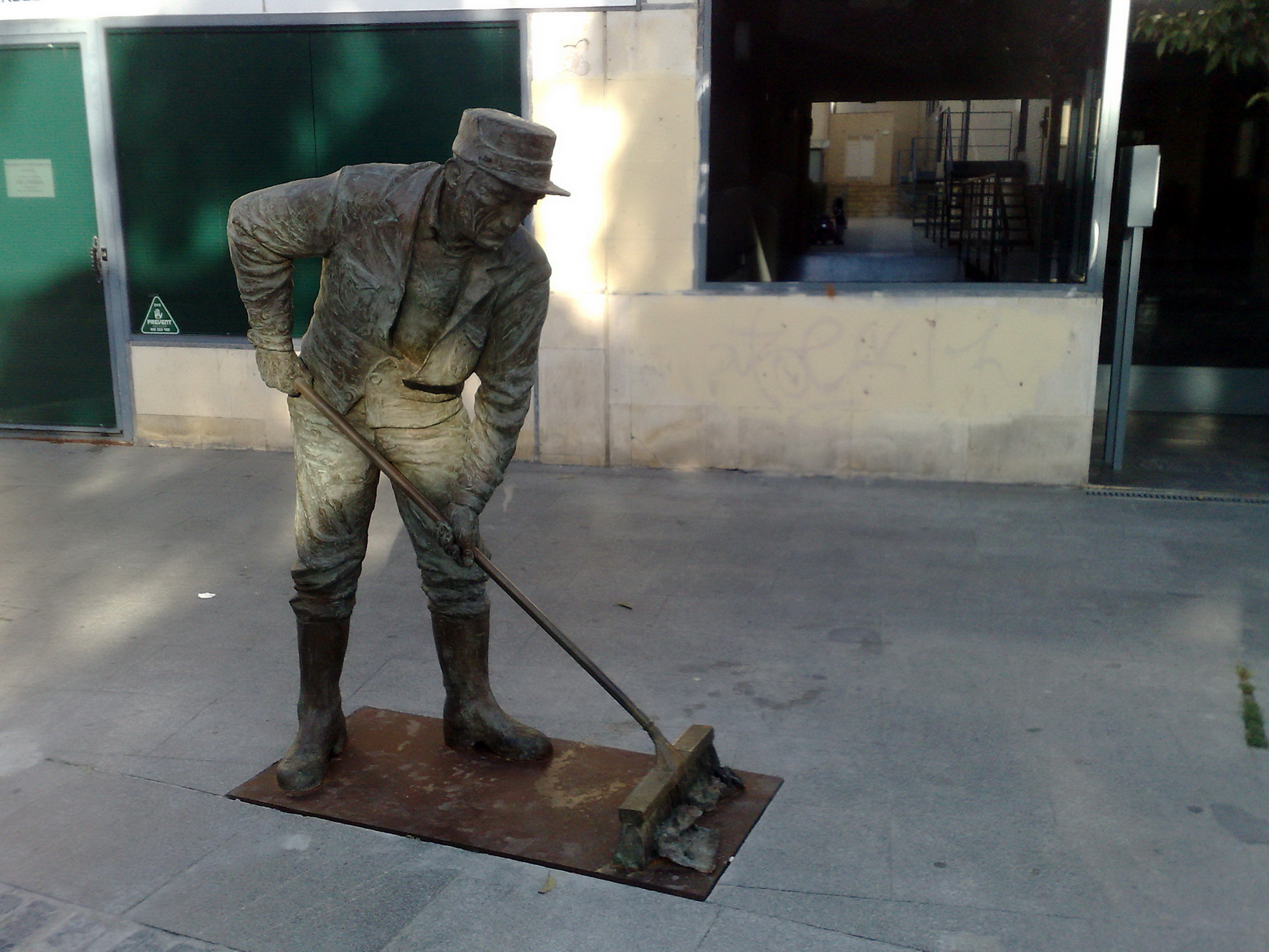
Estatua homenaje a los operarios del servicio de limpieza. Torrelodones.

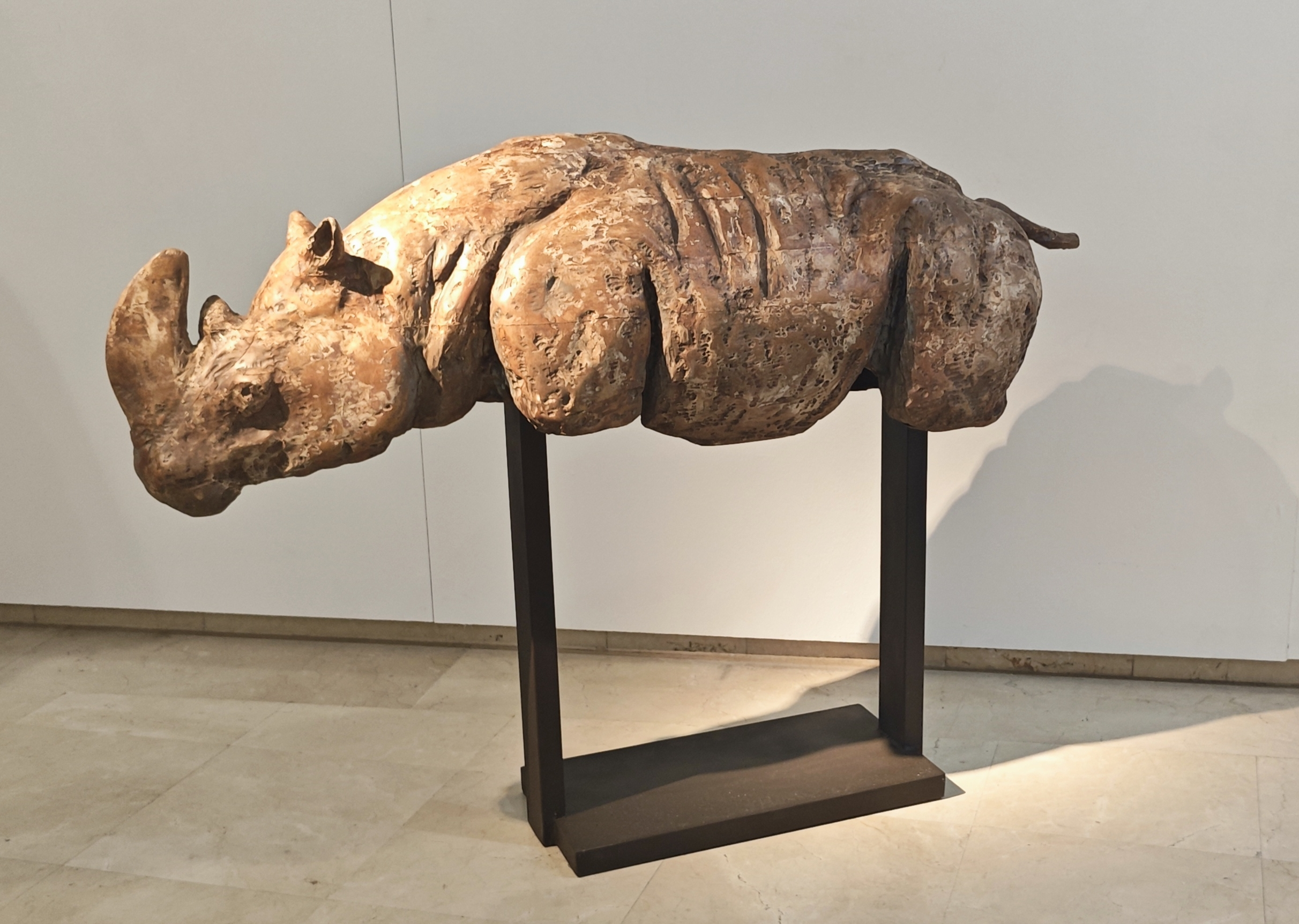
Escultura en madera de cedro rojo de 2007. colección particular

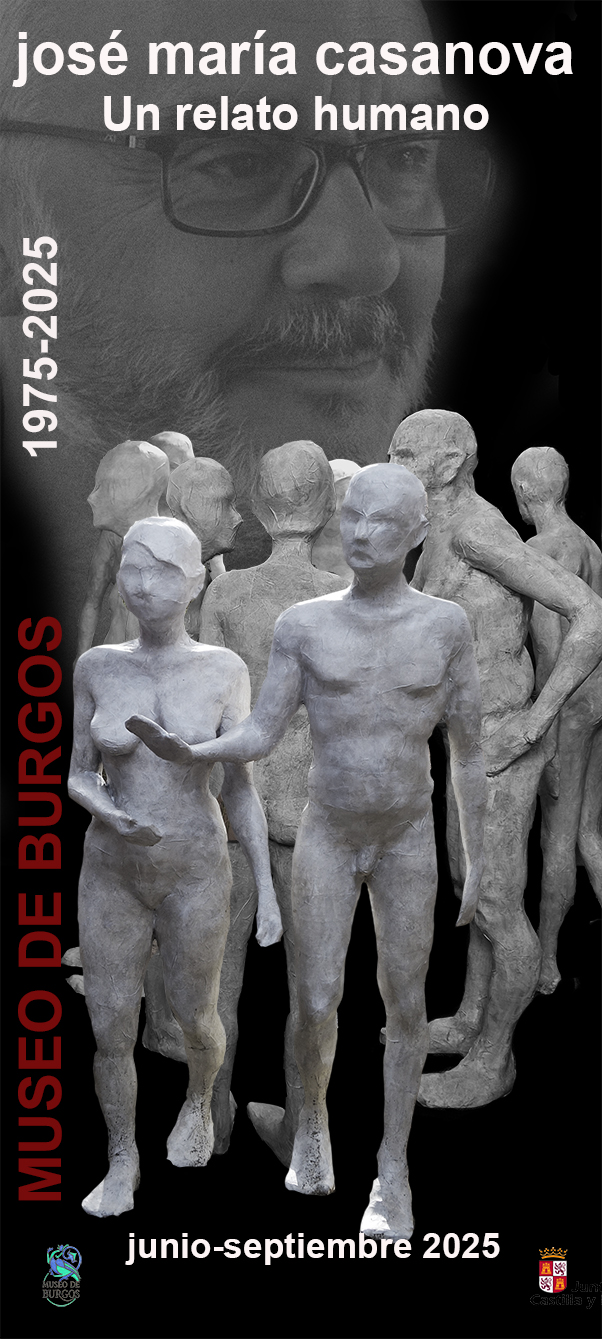
Cartel exposición Un relato humano en el Museo de Burgos 2025

José María Casanova Martínez-Pardo (Burgos, 1956) es un escultor español, autor de numerosos monumentos en espacios públicos e instituciones y presente en gran número de exposiciones. 

## Biografía
- Nacido en Burgos en 1956, Realizó estudios de Escultura, Modelado y Dibujo en las EE.AA.OO de Madrid con Julio López Hernández y Paco Aparicio entre 1970 y 1974. Realiza estudios de Arquitectura Técnica y Diseño desde 1977 a 1975. Recibe su primer encargo y combina su actividad artística con la restauración de antigüedades.  1978 participa en la Exposición de medallas en la Casa de la Moneda (Premio Tomas Francisco Prieto). 1979 participa en exposiciones colectivas en la Galería Edaf  y en la Capilla del Obispo, de Madrid. Recibe el encargo de dos cristos y dos sagrarios para el hospital Militar de Las Palmas De Gran Canaria. 1980 exposiciones individuales en la Galería Monocromo, Madrid y en la Galería Albatros, Pontevedra, y participa en la bienal   de Pontevedra  1982 exposición individual en la Galería Siena de Valladolid y en colectiva en la Galería Orfila de Madrid. Realiza un encargo en el Convento de la Encarnación en Ávila. 1983 participación Bienal de Ciudad Real 1985 exposición colectiva en el Museo de Burgos, en la Facultad de Bellas Artes de Salamanca y exposición individual en la sala del Banco de Crédito Industrial en Lugo. 1988 exposición individual Galería Macarrón Madrid, Colectivas en Casa del Reloj Ayuntamiento Madrid y Ayuntamiento de San Martín de Valdeiglesias. 1989 exposición individual en Centro Cultural SEK y colectiva taurina en las Salas del Banco de Bilbao de Madrid y Bilbao. 1990 exposición individual en galería Nave 10 en Valencia y colectiva en Sala Pelaires de Palma De Mallorca y Nave 10 de Valencia 1991 exposición individual Galería Macarrón de Madrid 1992 exposiciones colectivas en Expo 92 pabellón de Castilla y León, Museo de Burgos y biblioteca de la Junta de Castilla y León en Valladolid. 1994 exposiciones colectivas en Galería 10 en Madrid, y exposición “El Duero que nos une” Arte contemporáneo castellano-leonés y portugués (V Centenario Tratado de Tordesillas) Zamora, Salamanca, y Valladolid. 1995 y 96 Obras de la iglesia de Ntra. Sra. De Belén en Madrid (esculturas, mobiliario, puertas y cerrajería). Exposición individual en galería Diart de Madrid 1998 exposición colectiva en Galería Bartoky en Las Palmas de Gran Canaria 1999 exposición colectiva en galería 4.17 de Madrid. 2000 exposición individual en Galería 4.17 de Madrid y en FIAC, Feria internacional de Caracas, Venezuela 2001 exposición colectiva en FIAC, Feria internacional de Caracas, Venezuela con 4.17. Feria Internacional de Arte de Valencia, e instalación de la Escultura homenaje a la Constitución en Pinto, Madrid 2002 instalación de la escultura fuente Niña bebiendo en Pinto Madrid 2003 exposición colectiva en galería La Vaca Sagrada de Madrid. Inatalación de el Monumento Jaime I y los templarios en Monzón Huesca. Instalación de la escultura “Mujer de compras” en Pinto, Madrid 2004 exposiciones colectivas en con galería Cuórum de Madrid en la Feria Internacional de Gante, Bélgica, y Casa de la Cultura de Torrelodones Madrid. Instalación d e las esculturas Homenaje al teatro en Pozuelo de Alarcón, Madrid y Baloncesto en Pinto, Madrid 2005. exposiciones colectivas en Estampa  y Feria Internacional de Arte de Marbella con galería Cuorúm. Instalación de la escultura Retrato con los Abuelos en Torrelodones, Madrid y de la escultura Bañistas en Pozuelo de Alarcón. 2006 exposición colectiva Museo Macay, Hermandades Escultóricas, Mérida Yucatán. 2007 instalación del monumento “Octavo Centenario” en Torrelodones, Madrid. Instalación de la escultura “Homenaje a Paquita Gallego” Leganés, Madrid. 2009 participación en Arte y Derechos Humanos, Universidad de Alcalá de Henares, Madrid. Instalación de la escultura ” El Barrendero” en Torrelodones, Madrid. 2010 exposición colectiva en DEARTE, fundación Carta Mediterránea Madrid 2011 exposición individual en galería Zeugma, Colonia Alemania. Exposiciónes colectivas, Imaginarte con galería Zeugma en Reggio Emilia Italia, y EN-CAJA galería BAT, Madrid 2012 exposición colectiva en galería Modus Operandi, Madrid. Exposición en Nave Fa en Arganda del Rey, Madrid 2013 exposiciones individuales en galería Puerta Roja Hong Kong, China y galería Modus Operandi en Madrid. Exposición colectiva en galería Puerta Roja Hong Kong China. 2014 instalación de la escultura “El Jubilado” en El Arenal, Ávila. Participación en la feria de arte Baazar Art, Yakarta Indonesia y Feria de Arte de Taipei Taiwán 2015 exposición colectiva Galería Modus Operandi, Madrid 2016 exposición individual “El gran viaje” en el Museo de Burgos. Exposición colectiva en galería Purta Roja en Hong Kong China 2020 exposición individual “Un relato Continuo” en la galería Modus Operandi Madrid 2021 y 22 exposiciones colectivas en Monteagudo de las Vicarías Soria. 2025 exposición antológica “Un relato Humano” en el Museo de Burgos.

## Monumentos en espacios públicos
- "El burladero", 1990, Universidad de Somosaguas, Madrid.
- "Esculturas", 1996, iglesia de Nuestra Señora de Belén, Madrid.
- "Monumento a la Constitución", 2001, Pinto (Madrid).
- "Niña de la fuente", 2001, Pinto.
- "Mujer de compras", 2003, Pinto.
- "Monumento a Jaime I y Los Templarios", 2003, Monzón, Huesca.[1]
- "Monumento Homenaje al teatro", 2003, Pozuelo de Alarcón.
- "Bañistas", 2004, Pozuelo de Alarcón.
- "Baloncesto", 2005, Pinto.
- "Retrato con los abuelos", 2005, Torrelodones, Madrid.[2]
- "Monumento del VIII Centenario", 2007, Torrelodones, Madrid.[3]
- "En recuerdo de Paquita Gallego", 2007, Leganés, Madrid.
- "Escultura a los operarios del servicio de limpieza", 2009, Torrelodones.[4]
- "Monumento a los mayores", 2014, El Arenal (Ávila).

## Obras en museos y otras instituciones
- Museo de Burgos.
- Convento de La Encarnación, Ávila.
- Museo de la Farmacia, Madrid.
- Seguros La Estrella, Madrid.
- Iglesia de la Asunción, Torrelodones, Madrid.
- Seguros Mapfre, Madrid.
- Hospital Militar de Las Palmas de Gran Canaria.
- Caja de Galicia, Madrid.
- Menorca.
- Ayuntamiento de Torrelodones, Madrid.
- Sede Central de 4B, Madrid.